# Kansas City Chiefs 2016
La stagione 2016 dei Kansas City Chiefs è stata la 47ª della franchigia nella National Football League, la 57ª complessiva e la quarta con Andy Reid come capo-allenatore. Con la vittoria per 37-27 sui San Diego Chargers nella settimana 17 assieme alla sconfitta degli Oakland Raiders contro i Denver Broncos, i Chiefs si assicurarono il loro primo titolo della AFC West division dal 2010 e la possibilità di accedere direttamente al secondo turno di playoff per la prima volta dal 2003. Lì però il prolifico attacco della squadra si inceppò, venendo eliminata per 18-16 dai Pittsburgh Steelers.

## Scelte nel Draft 2016
| Scelte dei Chiefs nel Draft 2016 |        |                   |                  |                   |
| Giro                             | Scelta | Giocatore         | Ruolo            | College           |
| 2                                | 37     | Chris Jones       | Defensive tackle | Mississippi State |
| 3                                | 74     | KeiVarae Russell  | Cornerback       | Notre Dame        |
| 4                                | 105    | Parker Ehinger    | Guard            | Cincinnati        |
| 4                                | 106    | Eric Murray       | Cornerback       | Minnesota         |
| 4                                | 126    | Demarcus Robinson | Wide Receiver    | Florida           |
| 5                                | 162    | Kevin Hogan       | Quarterback      | Stanford          |
| 5                                | 165    | Tyreek Hill       | Wide Receiver    | West Alabama      |
| 6                                | 178    | D.J. White        | Cornerback       | Georgia Tech      |
| 6                                | 203    | Dadi Nicolas      | Linebacker       | Virginia Tech     |

## Staff
| Staff dei Kansas City Chiefs nel 2016 |
| --- |
| Organi dirigenziali - Chairman/CEO: Clark Hunt - Presidente: Mark Donovan - General Manager: John Dorsey - Assistente General Manager: Joel Collier - Assistente esecutivo del General Manager: Debbie Ball Capo allenatore - Andy Reid Altri allenatori - Assistente del capo-allenatore/Wide Receiver: David Culley - Statistical Analysis Coordinator: Mike Frazier - Sviluppo della forza e della condizione: Nessuno - Assistente sviluppo della forza e della condizione: Brent Salazar e Travis Crittenden - Qualità e controllo: Corey Matthaei, Britt Reid e Mark DeLeone Allenatori dell'attacco - Coordinatore dell'attacco: Doug Pederson - Quarterback: Matt Nagy - Running back: Eric Bieniemy - Wide Receiver: Nick Sirianni - Tight End: Tom Melvin - Offensive Line: Andy Heck - Assistente Offensive Line: Eugene Chung Allenatori della difesa - Coordinatore della difesa: Bob Sutton - Defensive Line: Tommy Brasher - Linebacker: Gary Gibbs - Defensive Back: Emmitt Thomas - Assistente Secondary: Al Harris Allenatori dello special team - Coordinatore dello Special Team: David Toub - Assistente dello Special Team: Kevin O'Dea |

## Roster
| Roster dei Kansas City Chiefs nel 2016 |
| --- |
| Quarterback - 9 Tyler Bray - 4 Nick Foles - 11 Alex Smith Running Back - 25 Jamaal Charles - 34 Knile Davis - 42 Anthony Sherman FB - 32 Spencer Ware - 35 Charcandrick West Wide Receiver - 17 Chris Conley - 10 Tyreek Hill - 19 Jeremy Maclin - 14 Demarcus Robinson - 13 De'Anthony Thomas - 12 Albert Wilson Tight End - 84 Demetrius Harris - 87 Travis Kelce - 80 James O'Shaughnessy - 88 Ross Travis Offensive Linemen - 76 Laurent Duvernay-Tardif G - 72 Eric Fisher T - 79 Parker Ehinger G - 73 Zach Fulton C - 61 Mitch Morse C - 75 Jah Reid T - 71 Mitchell Schwartz T - 70 Bryan Witzmann T Defensive Linemen - 97 Allen Bailey DE - 96 Jaye Howard DE - 95 Chris Jones DE - 99 Rakeem Nunez-Roches NT - 92 Dontari Poe NT - 98 Nicholas Williams DE Linebacker - 57 D.J. Alexander ILB - 53 Sam Barrington ILB - 55 Dee Ford OLB - 91 Tamba Hali OLB - 56 Derrick Johnson ILB - 52 Dadi Nicolas OLB - 59 Justin March ILB - 54 Dezman Moses OLB - 51 Frank Zombo OLB Defensive Back - 27 Kenneth Acker CB - 29 Eric Berry FS (Exempt) - 23 Phillip Gaines CB - 21 Eric Murray SS - 20 Steven Nelson CB - 38 Ron Parker SS - 22 Marcus Peters CB - 26 KeiVarae Russell CB - 39 Terrance Mitchell CB - 49 Daniel Sorensen FS - 24 D.J. White CB Special Team - 2 Dustin Colquitt P - 5 Cairo Santos K - 41 James Winchester LS Lista delle riserve - 50 Justin Houston OLB (PUP) - 90 Josh Mauga ILB (IR) - 40 Trey Millard FB (IR) Squadra di allenamento - 77 Jordan Devey G - 85 Frankie Hammond WR - 6 Seantavius Jones WR - 93 David King DE - 60 Jarrod Pughsley G - 31 Darrin Reaves RB - 48 Terrance Smith ILB - 30 Julian Wilson CB - 53 Ramik Wilson ILB 53 attivi, 3 inattivi, 10 nella squadra di allenamento |
| Legenda - I rookie sono in corsivo. - Il primo ruolo è il principale mentre gli eventuali successivi indicano i ruoli secondari. - (IR) sta per Injured Reserve ed indica la lista ristretta per un solo giocatore infortunato che può tornare ad allenarsi dopo la settimana 6 e a rientrare in prima squadra dopo che questa ha giocato 8 partite. - (NF-Inj.) / (NF-Ill.) stanno rispettivamente per Non-Football Injured e Non-Football Illness ed indicano le liste dove viene inserito un giocatore che ha un infortunio o una malattia non dipendente dal football americano. - (PUP) sta per Physically Unable to Perform ed indica la lista dove viene inserito un giocatore mentre è in attesa di recuperare la condizione fisica. Nella stagione regolare dopo la sesta partita giocata dalla propria squadra, il giocatore ha tempo tre settimane per riprendere ad allenarsi, più tre settimane aggiuntive dal suo rientro agli allenamenti per rientrare in prima squadra. |

## Calendario

### Stagione regolare
| Turno | Data               | Avversario             | Risultato          | Record             | Stadio                              | NFL.com recap      |
| ----- | ------------------ | ---------------------- | ------------------ | ------------------ | ----------------------------------- | ------------------ |
| 1     | 11/9               | San Diego Chargers     | V 33–27 (DTS)      | 1–0                | Arrowhead Stadium                   | Recap              |
| 2     | 18/9               | at Houston Texans      | S 12–19            | 1–1                | NRG Stadium                         | Recap              |
| 3     | 25/9               | New York Jets          | V 24–3             | 2–1                | Arrowhead Stadium                   | Recap              |
| 4     | 2/10               | at Pittsburgh Steelers | S 14–43            | 2–2                | Heinz Field                         | Recap              |
| 5     | Settimana di pausa | Settimana di pausa     | Settimana di pausa | Settimana di pausa | Settimana di pausa                  | Settimana di pausa |
| 6     | 16/10              | at Oakland Raiders     | V 26–10            | 3–2                | Oakland Alameda Coliseum            | Recap              |
| 7     | 23/10              | New Orleans Saints     | V 27–21            | 4–2                | Arrowhead Stadium                   | Recap              |
| 8     | 30/10              | at Indianapolis Colts  | V 30–14            | 5–2                | Lucas Oil Stadium                   | Recap              |
| 9     | 6/11               | Jacksonville Jaguars   | V 19–14            | 6–2                | Arrowhead Stadium                   | Recap              |
| 10    | 13/11              | at Carolina Panthers   | V 20–17            | 7–2                | Bank of America Stadium             | Recap              |
| 11    | 20/11              | Tampa Bay Buccaneers   | S 17–19            | 7–3                | Arrowhead Stadium                   | Recap              |
| 12    | 27/11              | at Denver Broncos      | V 30–27 (DTS)      | 8–3                | Sports Authority Field at Mile High | Recap              |
| 13    | 4/12               | at Atlanta Falcons     | V 29–28            | 9–3                | Georgia Dome                        | Recap              |
| 14    | 8/12               | Oakland Raiders        | V 21–13            | 10–3               | Arrowhead Stadium                   | Recap              |
| 15    | 18/12              | Tennessee Titans       | S 17–19            | 10–4               | Arrowhead Stadium                   | Recap              |
| 16    | 25/12              | Denver Broncos         | V 33–10            | 11–4               | Arrowhead Stadium                   | Recap              |
| 17    | 1/1                | at San Diego Chargers  | V 37–27            | 12–4               | Qualcomm Stadium                    | Recap              |

Note: Gli avversari della propria division sono in grassetto.

### Playoff
| Wild Card  | Qualificati direttamente al secondo turno | Qualificati direttamente al secondo turno | Qualificati direttamente al secondo turno | Qualificati direttamente al secondo turno | Qualificati direttamente al secondo turno | Qualificati direttamente al secondo turno | Qualificati direttamente al secondo turno | Qualificati direttamente al secondo turno |
| Divisional | 15/1                                      | Pittsburgh Steelers (3)                   | S 16–18                                   | 0–1                                       | Arrowhead Stadium                         | Recap                                     |                                           |                                           |

## Classifiche

### AFC West
| Pos | Squadra               | V  | S  | P | %    | Div | Conf | PF  | PS  | Striscia |
| --- | --------------------- | -- | -- | - | ---- | --- | ---- | --- | --- | -------- |
| 1.  | (2)Kansas City Chiefs | 12 | 4  | 0 | .750 | 6-0 | 9-3  | 389 | 311 | 2 V      |
| 2.  | (5)Oakland Raiders    | 12 | 4  | 0 | .750 | 3-3 | 9-3  | 416 | 385 | 1 S      |
| 3.  | Denver Broncos        | 9  | 7  | 0 | .563 | 2-4 | 6-6  | 333 | 297 | 1 V      |
| 4.  | San Diego Chargers    | 5  | 11 | 0 | .313 | 1-5 | 4-8  | 410 | 423 | 5 S      |

### American Football Conference
| Pos                 | Squadra              | Division           | V                  | S                  | P                  | %                  | Div                | Conf               | SOS                | SOV                | Striscia           |
| Leader di division  | Leader di division   | Leader di division | Leader di division | Leader di division | Leader di division | Leader di division | Leader di division | Leader di division | Leader di division | Leader di division | Leader di division |
| ------------------- | -------------------- | ------------------ | ------------------ | ------------------ | ------------------ | ------------------ | ------------------ | ------------------ | ------------------ | ------------------ | ------------------ |
| 1.                  | New England Patriots | East               | 14                 | 2                  | 0                  | .875               | 5-1                | 11-1               | .439               | .424               | 7 V                |
| 2.                  | Kansas City Chiefs   | West               | 12                 | 4                  | 0                  | .750               | 6-0                | 9-3                | .508               | .479               | 2 V                |
| 3.                  | Pittsburgh Steelers  | North              | 11                 | 5                  | 0                  | .688               | 5-1                | 9-3                | .494               | .423               | 7 V                |
| 4.                  | Houston Texans       | South              | 9                  | 7                  | 0                  | .563               | 5-1                | 7-5                | .502               | .427               | 1 S                |
| Wild card           |                      |                    |                    |                    |                    |                    |                    |                    |                    |                    |                    |
| 5.                  | Oakland Raiders      | West               | 12                 | 4                  | 0                  | .750               | 3-3                | 9-3                | .504               | .443               | 1 S                |
| 6.                  | Miami Dolphins       | East               | 10                 | 6                  | 0                  | .625               | 4-2                | 7-5                | .455               | .341               | 1 S                |
| Escluse dai playoff |                      |                    |                    |                    |                    |                    |                    |                    |                    |                    |                    |
| 7.                  | Tennessee Titans     | South              | 9                  | 7                  | 0                  | .563               | 2-4                | 6-6                | .465               | .458               | 1 V                |
| 8.                  | Denver Broncos       | West               | 9                  | 7                  | 0                  | .563               | 2-4                | 6-6                | .549               | .455               | 1 V                |
| 9.                  | Baltimore Ravens     | North              | 8                  | 8                  | 0                  | .500               | 4.2                | 7-5                | .498               | .363               | 2 S                |
| 10.                 | Indianapolis Colts   | South              | 8                  | 8                  | 0                  | .500               | 3-3                | 5-7                | .492               | .406               | 1 V                |
| 11.                 | Buffalo Bills        | East               | 7                  | 9                  | 0                  | .438               | 1-5                | 4-8                | .482               | .339               | 2 S                |
| 12.                 | Cincinnati Bengals   | North              | 6                  | 9                  | 1                  | .406               | 3-3                | 5-7                | .521               | .333               | 1 V                |
| 13.                 | New York Jets        | East               | 5                  | 11                 | 0                  | .313               | 2-4                | 4-8                | .518               | .313               | 1 V                |
| 14.                 | San Diego Chargers   | West               | 5                  | 11                 | 0                  | .313               | 1-5                | 4-8                | .543               | .513               | 5 S                |
| 15.                 | Jacksonville Jaguars | South              | 3                  | 13                 | 0                  | .188               | 2-4                | 2-10               | .527               | .417               | 1 S                |
| 16.                 | Cleveland Browns     | North              | 1                  | 15                 | 0                  | .063               | 0-6                | 1-11               | .549               | .313               | 1 S                |

Note
- Sotto la colonna SOV è indicata la percentuale della Strenght of Victory, statistica che riporta la percentuale di vittoria delle squadre battute da una particolare squadra (il valore assume rilievo come discriminante ai fini della classifica in caso di un record stagionale identico fra due squadre).
- Sotto la colonna SOS è indicata la percentuale della Strenght of Schedule, valore determinato da una formula che calcola la percentuale di vittoria di tutte le squadre che una singola squadra deve affrontare durante la stagione (il valore, insieme alla SOV, assume rilievo come discriminante ai fini della classifica in caso di un record stagionale identico fra due squadre).

- Sotto la colonna Div è indicato il bilancio vittorie-sconfitte (record) contro le squadre appartenenti alla stessa division di appartenenza (AFC West).
- Sotto la colonna Conf viene indicato il record contro le squadre appartenenti alla stessa conference di appartenenza (AFC).